# بوب غامبل
بوب غامبل (بالإنجليزية: Bob Gamble)‏ هو لاعب كرة قاعدة أمريكي، ولد في 6 فبراير 1867 في فيلادلفيا في الولايات المتحدة، وتوفي في 4 أغسطس 1958 في مقاطعة باكز في الولايات المتحدة.